# Ulrich Pätzold
Ulrich Pätzold (* 20. August 1943 in Bielefeld) ist ein deutscher Journalistik-Professor im Ruhestand.

## Leben
Pätzold war 30 Jahre an der TU Dortmund und war Anfang der 1980er Jahre maßgeblich am Aufbau des Modellstudiengangs Journalistik beteiligt. Sein Schwerpunkt in Lehre und Forschung war die journalistische Vermittlung. 1984 gründete er mit seinem ehemaligen Studenten Horst Röper das Dortmunder Medienforschungsinstitut FORMATT. Pätzold lebt heute in Berlin und beteiligt sich an der Initiative Neue Deutsche Medienmacher. Er ist der Schwager von dem Naturwissenschaftler und Künstler Hubert Gottschling.

## Werke (Auswahl)
- Berlin – Geschichte in Geschichten, Freiburg kladdebuchverlag, 2014
- „Wir müssen mehr experimentieren“, Dortmund QuaMedia-Verlag, 2008
- Strukturen und Angebote lokaler Medien in Nordrhein-Westfalen, Opladen Leske + Budrich, 2003
- Werbepotentiale für die privaten elektronischen Medien in Nordrhein-Westfalen, Opladen Leske + Budrich, 2002
- Einhaltung gesetzlicher Standards in nordrhein-westfälischen Lokalfunkprogrammen, Düsseldorf LfR, 1997
- Lokale Medien in NRW, Opladen Leske + Budrich, 1995
- Medienkonzentration in Deutschland, Düsseldorf Europ. Medieninst. 1993
- Medienanbieter und Medienangebote, Opladen Leske + Budrich, 1992
- Organisationsprobleme des lokalen Rundfunks, Düsseldorf Presse- u. Informationsamt d. Landesregierung Nordrhein-Westfalen, 1989
- Durchzug, Stadthagen, 1989